# Mastekran
En mastekran er en kran til hjælp til at rejse masterne på et sejlskib. På de store sejlskibe er masterne ikke bare en tyk pind, men en kompliceret konstruktion i flere stykker. Det er derfor nødvendigt med en høj kran til også at få de øverste dele på plads.
Den i Danmark bedst kendte mastekran er formodentlig Mastekranen på Holmen i København. Den er bygget under Frederik V i 1748-1751 under ledelse af arkitekt Philip de Lange. Umiddelbart ligner den et tårn med en tømmerkonstruktion på toppen, men i virkeligheden er selve kranen en tømmerkonstruktion der går fra jorden og hele vejen op. Stenbygningen er der kun til at beskytte det meste af tømmeret mod regn, sol og vind. Den øverste, synlige trækonstruktion er bundet sammen med reb for at sikre en holdbar, men elastisk konstruktion.
Selvom Mastekranen 'kun' er et stykke værktøj, er der gjort en del ud af det arkitektoniske. Ved nærmere eftersyn er der indbygget et flot perspektiv i stenbygningen. Således er vinduernes højde ikke ens – de bliver lavere og lavere for hver etage for at give indtrykket af en meget høj bygning.